# Monopoly Junior
Monopoly junior ist ein Kinderspiel und Ableger des klassischen Monopoly-Spiels, das für das Spiel mit Kindern überarbeitet wurde. Thematisch wurde das klassische Monopoly-Spiel in einen Freizeitpark verlegt. Das Spiel erschien 1990 bei dem Spielzeugverlag Parker Brothers, der allerdings 1991 von Hasbro übernommen wurde. Seitdem wird das Spiel von Hasbro vertrieben.

## Ausstattung
Das Spiel besteht neben der Spielanleitung aus einem Spielplan, vier farbigen Spielfiguren in Form von kleinen Autos, 48 Kassenhäuschen in vier Farben, einem sechsseitigen Zahlenwürfel, einem Satz Ereigniskarten und Spielgeld in Werten von 1 bis 5 Euro (in der deutschsprachigen Version). In dem Spiel sammeln die Spieler wie beim Original Geld und der Spieler mit dem meisten Geld am Spielende gewinnt das Spiel.
Das Spielfeld der deutschen Version ist wie folgt aufgebaut:
| Wundertüte                       | Wundertüte                       | Ereignis- feld  | Video- spiele (3 €)               | Geister- bahn (3 €) | Ereignis- feld          | Bimmelbahn (noch einmal würfeln) | Rundflug (4 €)  | Ponyreiten (4 €)    | Delfinshow (4 € in die Wundertüte) | Ereignis- feld  | Gehe in die Mittagspause         | Gehe in die Mittagspause         |
| Wundertüte                       | Wundertüte                       | Ereignis- feld  |                                   |                     | Ereignis- feld          | Bimmelbahn (noch einmal würfeln) |                 |                     | Delfinshow (4 € in die Wundertüte) | Ereignis- feld  | Gehe in die Mittagspause         | Gehe in die Mittagspause         |
| Minigolf (3 €)                   |                                  | Monopoly Junior | Monopoly Junior                   | Monopoly Junior     | Monopoly Junior         | Monopoly Junior                  | Monopoly Junior | Monopoly Junior     | Monopoly Junior                    | Monopoly Junior |                                  | Autoscooter (4 €)                |
| Wasserrutsche (3 €)              |                                  | Monopoly Junior | Monopoly Junior                   | Monopoly Junior     | Monopoly Junior         | Monopoly Junior                  | Monopoly Junior | Monopoly Junior     | Monopoly Junior                    | Monopoly Junior |                                  | Riesenrad (4 €)                  |
| Bimmelbahn (noch einmal würfeln) | Bimmelbahn (noch einmal würfeln) | Monopoly Junior | Monopoly Junior                   | Monopoly Junior     | Monopoly Junior         | Monopoly Junior                  | Monopoly Junior | Monopoly Junior     | Monopoly Junior                    | Monopoly Junior | Bimmelbahn (noch einmal würfeln) | Bimmelbahn (noch einmal würfeln) |
| Paddelboot (3 €)                 |                                  | Monopoly Junior | Monopoly Junior                   | Monopoly Junior     | Monopoly Junior         | Monopoly Junior                  | Monopoly Junior | Monopoly Junior     | Monopoly Junior                    | Monopoly Junior |                                  | Looping (5 €)                    |
| Kinderkarussel (3 €M)            |                                  | Monopoly Junior | Monopoly Junior                   | Monopoly Junior     | Monopoly Junior         | Monopoly Junior                  | Monopoly Junior | Monopoly Junior     | Monopoly Junior                    | Monopoly Junior |                                  | Achterbahn (5 €)                 |
| Im Gefängnis / Nur zu Besuch     | Im Gefängnis / Nur zu Besuch     | Ereignis- feld  | Feuerwerk (4 € in die Wundertüte) |                     |                         | Bimmelbahn (noch einmal würfeln) | Ereignis- feld  |                     |                                    | Ereignis- feld  | ⇐ LOS                            | ⇐ LOS                            |
| Im Gefängnis / Nur zu Besuch     | Im Gefängnis / Nur zu Besuch     | Ereignis- feld  | Feuerwerk (4 € in die Wundertüte) | Zauber- show (2 €)  | Kasperle- theater (2 €) | Bimmelbahn (noch einmal würfeln) | Ereignis- feld  | Zucker- watte (1 €) | Luft- ballons (1 €)                | Ereignis- feld  | ⇐ LOS                            | ⇐ LOS                            |

## Spielregeln
Zu Beginn des Spiels wird das Spielfeld in der Tischmitte aufgebaut. Die Spieler erhalten jeweils ihre Spielfigur sowie 10 Kassenhäuschen ihrer Farbe, zudem insgesamt Spielgeld im Wert von 38 Euro. Die Ereigniskarten werden gemischt und kommen als verdeckter Stapel auf das Spielfeld, danach wird durch Auswürfeln ein Startspieler bestimmt.
Die Spieler spielen im Uhrzeigersinn und müssen jeweils zu Beginn ihres Zuges den Spielwürfel werfen. Der aktive Spieler zieht seine Spielfigur entsprechend der Augenzahl des Zahlenwürfels vorwärts und führt entsprechend dem Feld, auf dem er gelandet ist, Aktionen durch:
- freie Attraktionen: Landet der Spieler auf einer Attraktion, die noch niemandem gehört, stellt er eines seiner Kassenhäuschen dort auf und nimmt sie durch die Zahlung des angegebenen Betrages in Besitz.
- bereits vergebene Attraktionen: Landet der Spieler auf einer bereits vergebenen Attraktion, muss er dem Besitzer des dortigen Kassenhäuschens die angegebene Summe zahlen. Hat der Besitzer beide Attraktionen einer Farbgruppe, verdoppelt sich die Summe.
- LOS: Kommt ein Spieler auf das Feld LOS oder zieht darüber, bekommt er zwei Euro.
- Feuerwerk / Delfinshow: Landet der Spieler auf dem Feld Feuerwerk oder Delfinshow, zahlt er zwei Euro in die Wundertüte.
- Wundertüte: Landet der Spieler auf dem Feld Wundertüte, bekommt er alles dort eingezahlte Geld.
- Mittagspause: Landet der Spieler auf dem Feld Mittagspause, bleibt er dort stehen ohne weitere Aktion.
- Bimmelbahn: Auf der Bimmelbahn darf der Spieler noch einmal würfeln.
- Gehe in die Mittagspause: Landet der Spieler auf dem Feld „Gehe in die Mittagspause“, muss er drei Euro in die Wundertüte zahlen und direkt zum Mittagspausenfeld gehen. Kommt er dabei über „LOS“, bekommt er keine Auszahlung.
- Ereigniskarte: Landet der Spieler auf dem Feld Ereigniskarte, zieht er eine Karte vom Ereigniskartenstapel. Er befolgt die Anweisung der Karte und schiebt sie zurück unter den Stapel. Kommt er bei der Befolgung über „LOS“, bekommt er eine entsprechende Auszahlung. Über Ereigniskarten kann der Spieler auch ein kostenloses Kassenhäuschen auf einer Attraktion einer angegebenen Farbe bekommen, wenn eine der beiden frei ist oder wenn sie beide unterschiedlichen Besitzern gehören. Im letzteren Fall gibt es ein beliebiges Kassenhäuschen an den Besitzer zurück und platziert sein Kassenhäuschen auf dem nun freien Feld.

Das Spiel endet, wenn einer der Mitspieler kein Geld mehr besitzt. Derjenige, der dann das meiste Geld hat, gewinnt das Spiel.

## Ausgaben

Das Logo des Herstellers

Das Spiel Monopoly junior wurde ursprünglich durch den Spiele- und Spielwarenverlag Parker Brothers auf der Basis des Spiels Monopoly entwickelt. Es wurde 1990 auf Englisch, Deutsch, Niederländisch und Französisch veröffentlicht. 1991 wurde Parker von Hasbro übernommen und Hasbro übernahm zudem die Marke sowie die von Parker im Markt befindlichen Spiele.
Hasbro vertreibt das Spiel bis heute international in zahlreichen Sprachversionen. Die Marke Parker wurde von Hasbro bis in die 2000er Jahre international genutzt und neue Auflagen erschienen entsprechend unter dieser Marke, parallel erschienen ab den 1990er Jahren in einigen Ländern auch Ausgaben mit der Eigenmarke Hasbro. In Deutschland erschien 2001 eine Version, auf der beide Logos auf der Schachtel gezeigt wurden, bei der Auflage von 2017 ist dagegen nur noch das Logo von Hasbro aufgedruckt.
Das Spiel erschien in mehreren Themenvarianten, die auf dem Grundspiel aufbauen. BoardGameGeek listet in seiner Aufstellung der Spielefamilie zu Monopoly Junior insgesamt 28 Titel, darunter etwa Ausgaben zu der Spielzeugmarke My Little Pony oder bekannten Zeichentrick- und Animationsfilmen und -serien wie Toy Story, Shrek, Planes, Kung Fu Panda, Findet Nemo, Peppa Pig, Dragons, Cars und Frozen.

## Belege
1. 1 2 3 4 5  
Monopoly junior, Spielregeln der deutschen Ausgabe von 2001.
2. 1 2  
Versionen von Monopoly junior in der Spieledatenbank BoardGameGeek; abgerufen am 23. September 2023
3. ↑  
Spielefamilie Monopoly junior in der Spieledatenbank BoardGameGeek; abgerufen am 26. September 2023